# Ausschließliche Gesetzgebung
Die ausschließliche Gesetzgebung in Deutschland sieht vor, dass allein der Bund berechtigt ist, einige Bereiche durch Rechtsnormen zu regeln (Gesetzgebung). Einzig wenn die Bundesländer in einem Bundesgesetz dazu ermächtigt werden, dürfen diese nach den Vorschriften dieses Bundesgesetzes Teilbereiche selbst regeln. Die gesetzliche Grundlage bilden die Artikel 71 und 73 des Grundgesetzes. – Daneben gibt es eine ausschließliche Gesetzgebungszuständigkeit der Länder.

## Ausschließliche Gesetzgebungskompetenz des Bundes

### Ausschließliche Gesetzgebungskompetenz des Bundes nach Art. 73 GG
Zu den Rechtsbereichen der ausschließlichen Gesetzgebung nach Art. 73 GG zählen unter anderem:
- alle auswärtigen, de facto auch supranationale Angelegenheiten
- Staatsangehörigkeitsregelungen
- Währungs- und Geldfragen
- Einheit des Zoll- und Handelsgebietes einschließlich des Zoll- und Grenzschutzes
- Zusammenarbeit des Bundes und der Länder in der Kriminalpolizei
- Verteidigung einschließlich des Schutzes der Zivilbevölkerung
- Urheberrecht

Neu hinzugekommen sind durch die Föderalismusreform folgende Bereiche:
- Waffen- und Sprengstoffrecht
- Kernenergierecht
- Meldewesen
- Notariatswesen

### Ausschließliche Gesetzgebungskompetenz des Bundes nach sonstigen Normen des Grundgesetzes GG
Neben dem Katalog des Artikel 73 sind im Grundgesetz weitere ausschließliche Gesetzgebungskompetenzen aufgezählt, insbesondere:
- Kriegsdienst an Waffen, Art. 4 Abs. 3 GG

- Bund und Länder:
  - Parteien, Art. 21 Abs. 5 GG
  - Repräsentation des Gesamtstaats, Art. 22 Abs. 1 GG
  - Europäische Union, Art. 23 Abs. 1, 3, 7 GG
  - Übertragung von Hoheitsrechten, Art. 24 Abs. 1 GG
  - zur Kriegsführung bestimmte Waffen, Art. 26 Abs. 2 GG
  - Neugliederung des Bundesgebietes, Art. 29 Abs. 2, 6, 7 GG

- Bundestag:
  - Bundeswahlgesetz, Art. 38 Abs. 3 GG
  - Bundeswahlprüfungsgesetz, Art. 41 Abs. 3 GG
  - Wehrbeauftragter, Art. 45b GG
  - Bundespetitionsausschuss, Art. 45c Abs. 2 GG
  - Diäten für Bundestagsabgeordnete, Art. 48 Abs. 3 GG

- Bundespräsident:
  - Wahl und Amtsdauer des Bundespräsidenten, Art. 54 Abs. 7 GG

- Gesetzgebung des Bundes:
  - Ausschluss der Gesetzgebungskompetenz zur Herstellung gleichwertiger Lebensverhältnisse oder die Wahrung der Rechts- oder Wirtschaftseinheit im gesamtstaatlichen Interesse, Art. 72 Abs. 4 GG (vgl. auch Art. 93 Abs. 2 GG)
  - Verfassungsänderung, Art. 79 Abs. 1, 2

- Ausführung von Bundesgesetzen, Bundesverwaltung:
  - Mitwirkung bei landeseigener Verwaltung, Bundesaufsicht, Art. 84 Abs. 1, 5 GG
  - Mitwirkung bei Auftragsverwaltung, Art. 85 Abs. 1 GG
  - Sachgebiete bei bundeseigene Verwaltung,
    - fakultative Einrichtung, Art. 87 Abs. 1, 3 GG
    - Bundeswehrverwaltung, Art. 87b Abs. 1 GG
    - Eisenbahnverkehrsverwaltung, Art. 87e Abs. 1, 2, 3, 4 GG
    - Dienstleistungsgewähr im Bereich des Postwesens und der Telekommunikation, Art. 87f Abs. 1, 3 GG

- Gemeinschaftsaufgaben, Verwaltungszusammenarbeit, Art. 91a Abs. 2 GG

- Rechtsprechung:
  - Arbeitsweise Bundesverfassungsgericht, Art. 94 Abs. 2 GG
  - Arbeitsweise gemeinsamer Senat der obersten Gerichtshöfe, Art. 95 Abs. 3 GG
  - Wehrstrafgerichte, Übertragung Gerichtsbarkeit auf Länder in bestimmten Fällen, Art. 96 Abs. 2, 5 GG
  - Rechtsstellung der Richter, Art. 98 Abs. 1 GG

- Finanzwesen
  - Ausgabenverteilung; Finanzhilfe des Bundes, Art. 104a Abs. 3, 4, 5 GG
  - Zölle und Finanzmonopole, Art. 105 Abs. 1 GG
  - Details Verteilung der Steuern, Art. 106 Abs. 3, 4, 5, 7 GG
  - Bundes- und Landesfinanzverwaltung; Finanzgerichtsbarkeit, Art. 108 Abs. 1, 2, 4, 5, 6 GG
  - Haushaltswirtschaft in Bund und Ländern, Art. 109 Abs. 4 GG
  - Überplanmäßige und außerplanmäßige Ausgaben, Art. 112 GG
  - Rechnungslegung, Rechnungsprüfung, Art. 114 Abs. 2 GG
  - Kreditaufnahme, Bürgschaften, Art. 115 Abs. 1, 2 GG

## Ausschließliche Gesetzgebung der Länder nach Artikel 70 GG
Demgegenüber existieren auch Bereiche, die ausschließlich Ländersache sind, da diese weder der ausschließlichen noch der konkurrierenden Gesetzgebungskompetenz des Bundes zugeordnet sind, z. B.:
- Bauwesen und Infrastruktur
  - Bauordnungsrecht
  - Straßenbau (mit Ausnahme von Bundesautobahnen)

- Kultusbereich
  - Schul- und Hochschulwesen, Bildung
  - Rundfunk und Fernsehen
  - Kunst
  - Denkmalpflege

- Landesbeamte, Art. 74 Abs. 1 Nr. 27 GG (nur bezüglich Laufbahnen, Besoldung und Versorgung)
  - Beamte der Länder
  - Beamte der Gemeinden
  - Beamte der Körperschaften des öffentlichen Rechts
  - Richter in den Ländern

- Landwirtschaft
  - Landwirtschaftlicher Grundstücksverkehr
  - Landwirtschaftliches Pachtwesen

- innere Sicherheit und Strafvollzug
  - Polizeiwesen (mit Ausnahme des Bundeskriminalamtes)
  - Strafvollzug
  - Versammlungsrecht

- Sozialwesen
  - Bestattungsrecht
  - Heimrecht

- Städte und Gemeinden
  - Kommunalrecht

- Wirtschaft
  - des Ladenschlusses, Art. 74 Abs. 1 Nr. 11 GG
  - der Gaststätten, Art. 74 Abs. 1 Nr. 11 GG
  - der Spielhallen, Art. 74 Abs. 1 Nr. 11 GG
  - der Schaustellung von Personen, Art. 74 Abs. 1 Nr. 11 GG
  - der Messen, Art. 74 Abs. 1 Nr. 11 GG
  - der Ausstellungen, Art. 74 Abs. 1 Nr. 11 GG
  - der Märkte, Art. 74 Abs. 1 Nr. 11 GG
  - der Binnenfischerei